# Xordín
Xordín (rus i komi-permià: Шордын) és un poble (possiólok) del krai de Perm, a Rússia, que forma part del raion de Gaini. El 2010 tenia 97 habitants.